# Binya
Binya est un village australien situé dans la zone d'administration locale de Narrendera, en Nouvelle-Galles du Sud.
Il est établi dans la Riverina, au sud de la Nouvelle-Galles du Sud, sur la Burley Griffith way, à 540 km à l'ouest de Sydney et à 30 km à l'est de Griffith.
En 2021, la population s'élevait à 122 habitants.